# Плешаковский
Плешако́вский — хутор в Шолоховском районе Ростовской области России.
Входит в состав Калининского сельского поселения. 

## География
Расстояние до районного центра с учётом доступа транспортом — 41 км.

## Население
| 2010 |
| ---- |
| 90   |

## Улицы
На хуторе имеется одна улица — Лесная.